# Józef (Wołczański)
Józef, nazwisko świeckie Wołczański (zm. 30 maja?/10 czerwca 1745 lub 25 czerwca?/6 lipca 1744 w Moskwie) – biskup prawosławny I Rzeczypospolitej, działający w jurysdykcji Rosyjskiego Kościoła Prawosławnego.

## Życiorys
Życie monastyczne rozpoczął w monasterze św. Mikołaja w Kijowie. W 1721 był już prefektem Akademii Mohylańskiej w Kijowie, zaś w 1727 został jej rektorem. W tym samym roku został także przełożonym monasteru św. Mikołaja.
Na biskupa mścisławskiego, mohylewskiego i orszańskiego został wybrany przez zjazd duchowieństwa i świeckich eparchii w Mohylewie 11 lipca 1732 jako następca nieakceptowanego przez króla polskiego biskupa Arseniusza, skierowanego do Mohylewa przez Świątobliwy Synod Rządzący Rosyjskiego Kościoła Prawosławnego. Po zjeździe w Mohylewie August II Sas ustnie zapewnił rosyjskiego posła w Warszawie, iż wyda nominatowi stosowny przywilej umożliwiający mu legalne objęcie katedry. Nigdy jednak do tego nie doszło; poseł kilkakrotnie bezskutecznie udawał się do króla z prośbą o jego przekazanie, zaś 2 lutego 1733 August II zmarł. Mimo to w 1734 Józef (Wołczański) przyjął chirotonię biskupią. Nowy król August III Sas potwierdził jego nominację 30 grudnia 1735, zaś w 1737 biskup udał się do Mohylewa.
Jednym z głównych działań podejmowanych przez biskupa Józefa były starania o zachowanie stanu posiadania kierowanej przez niego eparchii i niedopuszczenie do przejmowania kolejnych obiektów sakralnych przez Kościół unicki. W 1739 w raporcie przesłanym do Świątobliwego Synodu Rządzącego biskup białoruski informował, że w jego jurysdykcji pozostają 54 cerkwie, podczas gdy 115 świątyń, wbrew obowiązującemu prawu, znalazło się w rękach unitów. Raport był również podstawą dla działań posłów rosyjskich na rzecz odzyskania cerkwi. Polityka króla była jednak na tyle niechętna prawosławiu, że starania te nie przyniosły rezultatów. Józef (Wołczański) działał równocześnie na rzecz podporządkowania wszystkich instytucji działających na terenie eparchii władzy biskupa ordynariusza, pragnąc odebrać monasterom i bractwo stauropigialnym ich przywileje. Nie odniósł jednak w tym zakresie spodziewanych sukcesów. Nie zdołał również doprowadzić do przekazania mu jurysdykcji nad wszystkimi monasterami w granicach eparchii (niektóre, na mocy starszych przywilejów, podlegały prawosławnemu metropolicie kijowskiemu). Konflikty kompetencyjne i zła sytuacja materialna eparchii sprawiły, że 27 kwietnia 1740 biskup w liście do Synodu prosił o przeniesienie na inną katedrę. Twierdził również, że nie jest w stanie uczynić nic więcej dla poprawy sytuacji prawosławnych w swojej eparchii.
Prośba Józefa (Wołczańskiego) została spełniona dopiero dwa lata później. 1 września 1742, w uznaniu jego wysiłków w pracy dla Cerkwi, otrzymał godność arcybiskupa moskiewskiego i włodzimierskiego. Urząd ten sprawował do śmierci; został pochowany w Monasterze Czudowskim. Po dotarciu wiadomości o jego zgonie do Mohylewa w mieście odbyły się trzydniowe uroczystości żałobne.
Jego brat Hieronim również był biskupem prawosławnym i został następcą Józefa na katedrze białoruskiej.